# Michel Lablais
Michel Lablais est un peintre et dessinateur français né à Paris le 12 août 1925 et mort à Montpellier le 21 septembre 2017.

## Biographie
Jacques Michel Lablais étudie à l’École des arts appliqués à Paris de 1941 à 1944, avant de s'engager dans l'armée comme cartographe et de partir en Indochine pendant deux ans.
Il voyage ensuite dans le Pacifique Sud (Tahiti, Nouvelles-Hébrides, Nouvelle-Calédonie) durant cinq ans. De ce séjour, il ramène au musée de l'Homme le premier film sur les sauteurs de l'île de Pentecôte (Vanuatu) et de nombreux croquis.
À son retour en France en 1954, il se consacre pleinement à la peinture et a fait depuis l'objet de nombreuses expositions. Certaines de ses œuvres font partie de la donation Daniel Cordier au musée national d'Art moderne à Paris.
Michel Lablais fait partie des artistes présentés lors de l'exposition « Daniel Cordier. Le regard d'un amateur » en 1989 au musée national d'Art moderne à Paris.